# Svištov
Svištov (bulharsky Свищов) je město v severním Bulharsku, které se nachází ve Velikotarnovské oblasti na pravém břehu Dunaje naproti rumunskému městu Zimnicea. Město je administrativním centrem stejnojmenné obštiny. Ve městě žije přibližně 23 tisíc obyvatel, což ho činí druhým největším v oblasti, hned po městě Veliko Tarnovo. Nachází se zde nejjižnější přístav na Dunaji, z roku 1906.
Dne 4. srpna 1791 zde byl uzavřen tzv. Svištovský mír, který ukončil poslední rakousko-tureckou válku.

## Název
V dokumentech Osmanské říše je město uváděno jako Zigit a bylo také známo jako Ziştovi. Etymologie je nejasná. Může být spojen se slovesem svištět (pro vítr) – pevnost vystavenou větrům. Dnešní název je nejspíš odvozen z rumunského Şiştova, který se odrazil do přepisu Sistova, jak je napsáno v rakousko-turecké mírové smlouvě ze 4. a 5. srpna 1791, aby se neuváděl turecký název města. Současný název se uvádí od roku 1873, do té doby ho Bulhaři zapisovali jako Svěštov  (Свѣщовъ).

## Historie

### Starověk a středověk
Vzhledem ke své poloze zde v roce 48 zde zřídila tábor osmá Augustova legie. V jeho blízkosti se v nacházela osada s názvem Novae o rozloze 44 hektarů, kterou dokumentem decretum terris založil 26. října 69 císař Vespasianus. Podle vykopávek, které se nacházejí na východě města, 3 km od jeho centra, mělo Novae pětiúhelníkový půdorys.
Poté, co v roce 453 zemřel Attila a Hunové se stáhli do Asie, Gótové se znovu usadili na Balkánském poloostrově, kde představovali hlavní sílu. Po dobytí Bělehradu (Singidunum) v roce 471 a po svých taženích do Makedonie a Řecka si Theodorich Veliký vybral Novae jako hlavní město Ostrogótů a usadil se zde v roce 483. Pak přesměroval Theodorich Veliký své zájmy na Apeninský poloostrov, kam zhruba po 10 letech trvale přesídlil. Poslední zprávy o Novae pocházejí z počátku 7. století, kdy ho zničili Slované. Ale obyvatelé se postupně a trvale přestěhovali na blízký kopec, kde postavili pevnost Kaleto, jak dokládá provedený archeologický průzkum. Podle něj pevnost vznikla nejpozději v 8. století na základech římské věže. Osada existovala nepřetržitě od první bulharské říše až do osmanské nadvlády. Ve středověku za vlády cara Ivana Šišmana je jako středisko zdejší oblasti zmiňována pevnost Žibestova.

### Osmanské období
Koncem 14. století bulharskou říši vyvrátili Osmané. Během Varenské křížové výpravy na krátkou dobu město získala spojená armáda Vladislava III. a Jánose Hunyadiho, která ho 16. října 1444 dobyla. Pod plnou kontrolu Osmanské říše ho dostal až sultán Bájezíd II. Přestože se traduje se, že ve městě sídlil valašský vládce Drákula, tak do držby Valašského knížectví ho prokazatelně získal v roce 1595 kníže Michal Chrabrý. Město v 17. století navštívil Evlija Čelebi a uvádí, že zdejší pevnost postavil valašský vojvoda jako opěrný bod proti sultánu Muradovi. V roce 1738 bylo obyvatelstvo ve městě převážně turecké. V roce 1791 zde byl podepsán Svištovský mír a v roce 1797 město dobyli krdžalijové pod vedením Osmana Pazvantoglua. Na příkaz ruského generála Kamenského byla během rusko-turecké války pevnost do základů vypálena. Přestože byla po skončení války roku 1812 obnovena ve formě citadely, k jejímu definitivnímu zničení došlo během krymské války.
V roce 1815 zde byla založena bulharská světská škola, která navázala na tradici klášterních škol, které sídlily převážně v kostelech a učili v nich vesměs kněží. V roce 1831 k ní přibyla další škola, nazvaná „slavo-helénistická“. Vlastní budovu školy získaly až roce 1846, kdy ji místní občané postavili na západní straně města. V roce 1856 zřídili knihovnu s muzeem, která měla díky jejich darům přes 800 svazků. V roce 1862 byl místním učitelem Janko Mustakovem založen pěvecký sbor, v němž převažovali mladí lidé. Má se za to, že jde o počátek bulharského sborového zpěvu.

### Novodobé Bulharsko

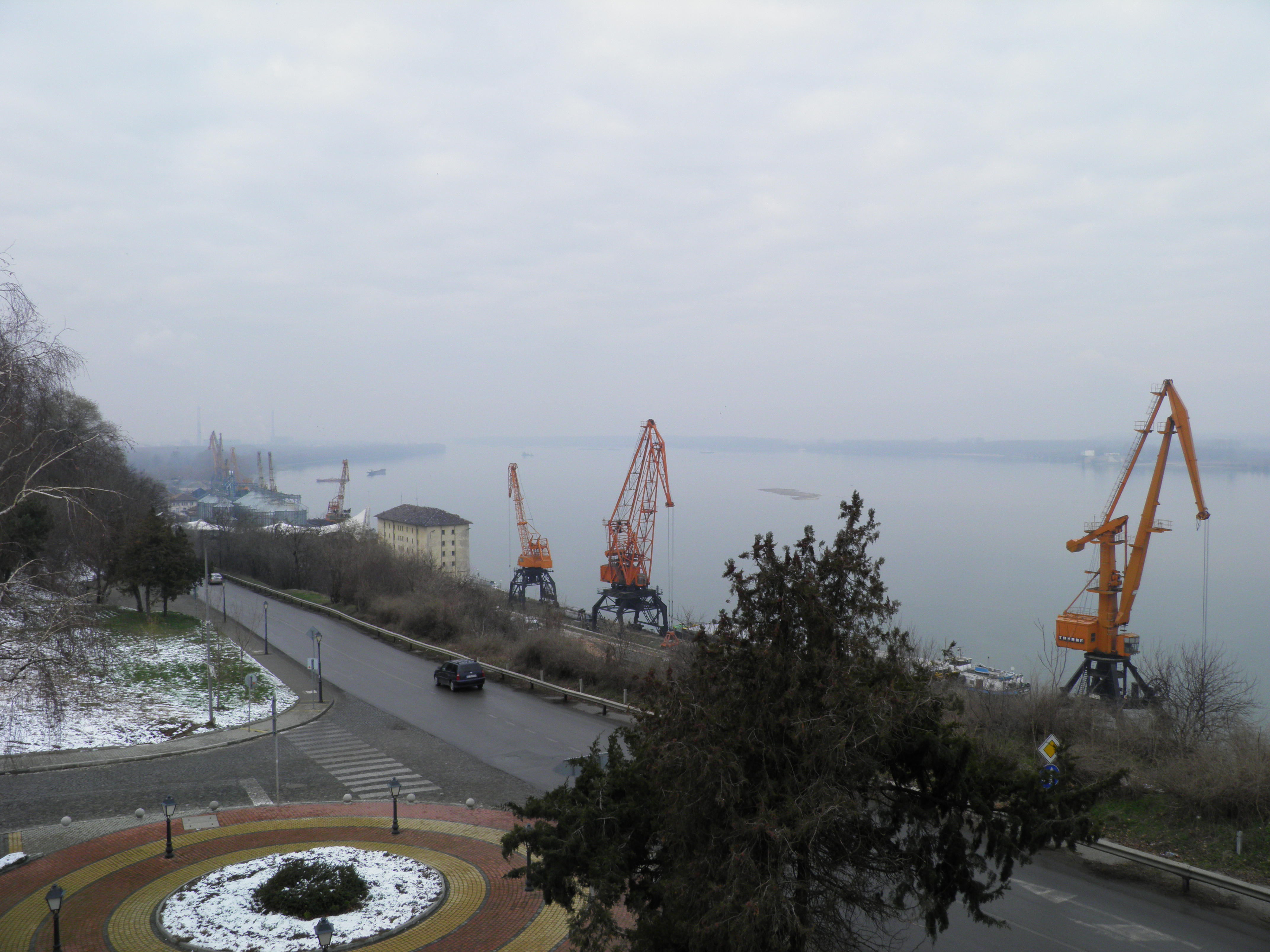
Přístav Svištov

Dne 15. června 1877 na počátku rusko-turecké války zde hlavní síly ruské armády překročily Dunaj a tím se Svištov stal prvním osvobozeným bulharským městem. Na místě vylodění jsou postaveny pomníky připomínající osvobozeneckou misi Ruska a také 812 lidí, kteří zde zahynuli. Stavba začala hned po válce, v roce 1878, podle myšlenky, která vznikla mezi důstojníky a vojáky již během válečných operací, a ruský car vyčlenil na tento účel 165 000 rublů. V roce 1881 byl ve městě postaven pomník cara Alexandra II. a v roce 1979 také pomník u příležitosti 100. výročí těchto událostí. Dnes se celá oblast nazývá Pametnici.
Bezprostředně poté byla ustavena obecní samospráva. V oné době byl zdejší přístav největším bulharským dovozním přístavem na Dunaji, kdežto první místo ve vývozu mělo Ruse. V následujících letech si Svištov svoje hospodářské postavení udržel, čímž došlo k ekonomickému posílení místních obchodníků, ale průmysl se téměř nerozvinul. Na přelomu 19. a 20. století zde byl jen nepatrný počet drobných průmyslových podniků a řemeslných dílen. V roce 1883 daroval Dimitar Hadživasilev 240 000 zlatých leva na stavbu budovy obchodní akademie, která se stala první svého druhu v Bulharsku. Mimo to byla ve městě postavena mateřská škola, jejímž zakladatelem byl Nikola Živkov, autor písně "Šumi Marica", která se pak s drobnými změnami stala bulharskou státní hymnou. Na rozvoj města měla neblahý vliv výstavba železniční trati Sofie – Varna, která byla zprovozněna roku 1899. Velká část obchodu se přesměrovala k moři a význam zdejšího přístavu poklesl, což nevyhnutelně vedlo k úpadku hospodářského významu města. Rozvoj města byl podporován díky velkorysým darům místních občanů: Kiril Avramov přispěl roku 1904 částkou 200 000 zlatých leva na výstavbu nové budova a v roce 1912 daroval Dimitǎr Cenov veškerý svůj majetek v hodnotě více než 56,5 miliónu leva na rozšíření a údržbu obchodní akademie. Mezi lety 1888 a 1901 bylo město sídlem vlastního okresu, poté spadalo pod Trnovo a od roku 1934 se stalo součástí Plevenské oblasti.
Za socialismu proběhl velký stavební rozvoj města, díky němuž vznikly desítky obytných a administrativních budov, zařízení a továren. Rozvod vody byl zaveden i do zbytku města a podobně i rozvod elektřiny, také byla vybudována městská kanalizace. Charakter města se architektonicky radikálně změnil také výstavbou parků a zelených ploch. Do roku 1984 zde vzniklo 5 sídlišť a u nich školky a dětská hřiště. Zásadním byl rozvoj průmyslu jako např. přádelna, výrobna prefabrikovaných železobetonových výrobků, sklady apod. Současně s tím se počet obyvatel více než zdvojnásobil.

## Obyvatelstvo
K 15. prosinci 2023 ve městě žilo 22 657 obyvatel a bylo zde trvale hlášeno 23 151 obyvatel. Podle sčítání 1. února 2011 bylo národnostní složení následující:
- Bulhaři: 23 591 (91.4 %)
- Turci: 1 982 (7.7 %)
- Romové: 26 (0.1 %)
- ostatní: 210 (0.8 %)